# تايلور ديفيس
تايلور ديفيس (بالإنجليزية: Taylor Davis)‏ هي نحّاتة أمريكية، ولدت في 1959 في بالم سبرينغس في الولايات المتحدة.

## وصلات خارجية
- الموقع الرسمي